# Анисимова, Галина Александровна
Анисимова Галина Александровна (17 июля 1929, Москва — 6 декабря 2018, там же) — советская и российская актриса театра и кино, народная артистка РСФСР (1980).

## Биография
Поступила во ВГИК и занималась на курсе Бориса Бабочкина и Нины Алисовой.
Перевелась в Театральный институт имени Бориса Щукина на курс Цецилии Мансуровой.
В 1952 году окончила Театральное училище имени Бориса Щукина
С 1952 года и до конца своих дней работала в Театре им. Вл. Маяковского.
Скончалась на 90-м году жизни 6 декабря 2018 года, похоронена на Ваганьковском кладбище.

## Фильмография

### Роли в театре

#### Московский академический театр им. Вл. Маяковского
- 1947 — «Таня» А. Н. Арбузова — Оля
- 1949 — «Леди и джентльмены» — Лоретта Синси
- 1951 — «Яблоневая ветка» — Студентка
- 1953 — «Легенда о любви» — Ширин
- 1954 — «Семья Журбиных» по В. А. Кочетову — Тоня
- 1954 — «Домик на окраине» А. Н. Арбузова — Надежда
- 1954 — «Гамлет» У. Шекспира — Офелия
- 1955 — «Персональное дело» А. П. Штейна — Марьяна
- 1956 — «Клоп» В. В. Маяковского — Врач
- 1956 — «Вишнёвый сад» — Аня
- 1956 — «Аристократы» Н. Ф. Погодина — Маргарита Ивановна
- 1956 — «Гостиница „Астория“» А. П. Штейна — Полина
- 1957 — «Садовник и тень» по пьесе Л. М. Леонова «Половчанские сады» — Маша
- 1957 — «Кресло № 16» Д. Угрюмова — Юля Трепетова
- 1958 — «Дальняя дорога» А. Н. Арбузова — Лиля Бергман
- 1958 — «Человек в отставке» А. В. Софронова; постановка В.  Дудина — Нина
- 1958 — «Побег из ночи» бр. Тур — Елена
- 1958 — «Маленькая студентка» Н. Ф. Погодина — Веткина, Зина Пращина
- 1959 — «За час до рассвета» А. А. Галича — Варя Калинникова
- 1959 — «Весенние скрипки» А. П. Штейна — Катя Доценко
- 1959 — «Без обратного адреса» А. В. Софронова — Таня
- 1960 — «Иркутская история» А. Н. Арбузова — Ведущая, Лариса
- 1960 — «Время любить» Б. С. Ласкина — Таня
- 1961 — «Проводы белых ночей» В. Ф. Пановой — Тамара
- 1961 — «Фауст и смерть» А. С. Левады — Светлана
- 1962 — «Современные ребята» М. Ф. Шатрова — Нина
- 1962 — «Голубая рапсодия» Н. Ф. Погодина — Веткина
- 1962 — «Как поживаешь, парень?В. Ф Пановой — Женщина
- 1963 — «Нас где-то ждут» А. Н. Арбузова — Настя
- 1964 — «Кавказский меловой круг» Б. Брехта — Груше
- 1965 — «История болезни» Б. С. Ласкина — Тамара
- 1965 — «Камешки на ладони» А. Д. Салынского — Грета
- 196? — «Поворот ключа» М. Кундеры — Вера
- 1967 — «Душа поэта» Ю. ОНила — Сара Мелоди
- 1969 — «Два товарища» — Мать
- 1969 — «Таланты и поклонники» А. Н. Островского — Смельская
- 1969 — «Дети Ванюшина» С. А. Найдёнова — Авдотья
- 1969 — «Конец книги шестой» Е. Брошкевича — Анна
- 1970 — «Мария» П. Д. Салыгского — Безверхая
- 1970 — «Трамвай „Желание“» Т. Уильямса — Юнис
- 1972 — «Сослуживцы» — Калугина
- 1973 — «Гражданское дело» С. И. Алёшина — Байкова
- 1975 — «Беседы с Сократом» Э. С. Радзинского — Ксантиппа
- 1975 — «Энергичные люди» В. М. Шукшина — Вера Сергеевна
- 1977 — «КПД одержимости» Я. И. Волчека — Задорожная
- 1979 — «Праздник души» («Дойна») И. П. Друцэ — Вета
- 1979 — «Леди Макбет Мценского уезда» по очерку Н. С. Лескова — Аксинья
- 1980 — «Аморальная история» Э. В. Брагинского и Э. А. Рязанова — Елена Максимовна
- 1981 — «Жизнь Клима Самгина» по роману М. Горького — Зотова
- 1982 — «Смотрите, кто пришел!» В. К. Арро — Софья Игнатьевна
- 1985 — «Плоды просвещения» Л. Н. Толстого. Постановка П. Н. Фоменко — Толбухина,толстая барыня
- «Уроки музыки» Л. С. Петрушевской — Таиса Петровна
- «Мой век» — Марель
- «Любовь студента» — Евдокия Антоновна
- «Госпожа министерша» Б. Нушича — Живка Попович
- «Откровенный разговор» — Сотрудница института
- «Закон зимовки» — Ольга Васильевна Навроцкая
- «Закат» по И. Бабелю — Мадам Попятник, Евдокия Потаповна
- «Как поссорились…» Н. Гоголя — Агафья Федосеевна
- «Развод по-женски» Клер Бут Люс — Графиня де Лаж
- «Мёртвые души» Н. Гоголя — Анна Григорьевна, дама, приятная во всех отношениях
- «Женитьба» Н. Гоголя — Арина Пантелеймоновна
- «Маяковский идёт за сахаром» С. Денисовой — Лиля Юрьевна Брик

### Роли в кино
- 1963 — Все остается людям — Ася
- 1973 — Сослуживцы (телеспектакль) — Людмила Прокофьевна Калугина (Мымра); главная роль
- 1975 — Мальчик со шпагой — Елизавета Максимовна, завуч второй смены
- 1981 — Простая девушка[2][3]
- 1984 — Закон зимовки (телеспектакль)
- 1986 — Дорогой Эдисон! — сотрудница лаборатории
- 1986 — Жизнь Клима Самгина (телеспектакль) — Зотова
- 1987 — Смотрите, кто пришел — Софья Игнатьевна Табунова, жена Николая Павловича
- 1991 — Ау, ограбление поезда
- 1998 — День полнолуния - Вера

## Признание и награды
- Заслуженная артистка РСФСР (16.02.1973)
- Народная артистка РСФСР (27.08.1980)
- Орден «Знак Почёта» (1986)
- Орден Дружбы (03.02.1998)
- Почётный знак «Ветеран войны» (2001)
- Медаль Ветеран Труда (2007)
- Медаль «50 лет Победы в Великой Отечественной войне 1941-1945 гг.» (1995)
- Медаль «65 лет Победы в Великой Отечественной войне 1941—1945 гг.» (2010)
- Орден «За заслуги перед Отечеством»  IV степени (11.10.2004).
- Орден Почёта (22.04.2013)
- Почётная грамота Московской городской думы (29.11.2017)[4]
- Российская национальная театральная премия «Золотая маска» «За выдающийся вклад в развитие театрального искусства» (2018)[5]